# Пи² Голубя
Пи² Голубя (лат. π² Columbae), HD 42303 — двойная звезда в созвездии Голубя на расстоянии приблизительно 259 световых лет (около 79,4 парсек) от Солнца.

## Характеристики
Первый компонент (WDS J06079-4209A) — белая звезда спектрального класса A0V, или A0. Видимая звёздная величина звезды — +6,2m. Масса — около 2,668 солнечной, радиус — около 2,235 солнечного, светимость — около 50,119 солнечной. Эффективная температура — около 9646 K.
Второй компонент (WDS J06079-4209B) — белая звезда спектрального класса A. Видимая звёздная величина звезды — +6,3m. Удалён на 0,1 угловой секунды.

## Планетная система
В 2019 году учёными, анализирующими данные проектов Hipparcos и Gaia, у звезды обнаружена планета HIP 29064 b.